# Daïra de Heddada
La daïra de Heddada est une daïra d'Algérie située dans la wilaya de Souk Ahras et dont le chef-lieu est la ville éponyme de Heddada.